# Herpyllus ecclesiasticus
Herpyllus ecclesiasticus är en spindelart som beskrevs av Nicholas Marcellus Hentz 1832. Herpyllus ecclesiasticus ingår i släktet Herpyllus och familjen plattbuksspindlar. Inga underarter finns listade i Catalogue of Life.